# Journal des Demoiselles

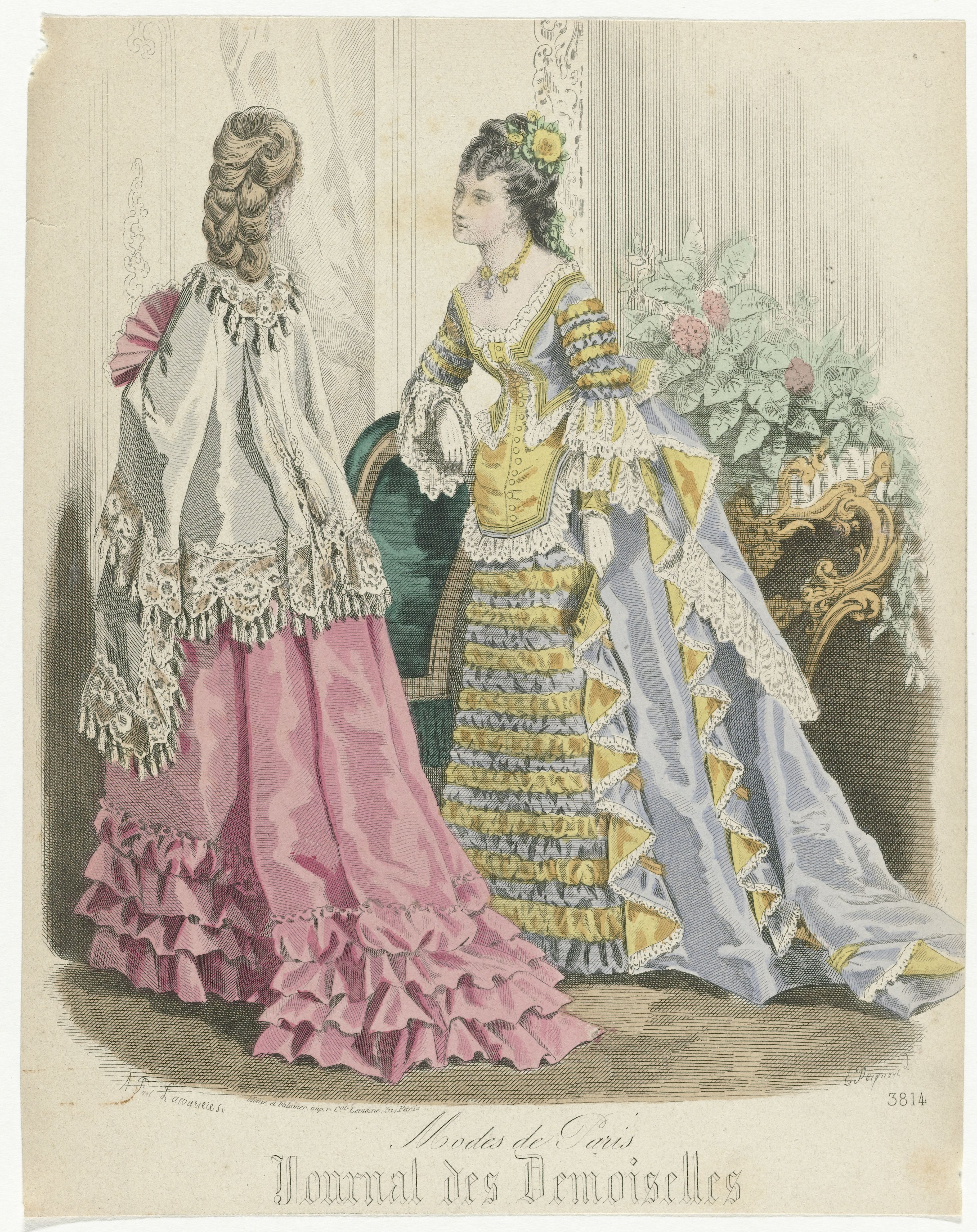
Journal des Demoiselles, 1871, No. 3814, RP-P-2009-3593

Journal des Demoiselles var en fransk modetidskrift som utgavs mellan 1833 och 1922.
Den riktade sig till överklassdöttrar mellan 14 och 18 och innehöll utöver mode även utbildning, vetenskap, litteratur och teater. Den var en innovativ nyhet för sin tid. 